# Присеака (Олт)
Присеака (рум. Priseaca) насеље је у Румунији у округу Олт у општини Присеака. Oпштина се налази на надморској висини од 218 m.

## Становништво
Према подацима из 2002. године у насељу је живело 1976 становника, од којих су сви румунске националности.

### Хронологија
| Година       | 1992 | 1993 | 1994 | 1995 | 1996 | 1997 | 1998 | 1999 | 2000 | 2001 | 2002 | 2003 | 2004 | 2005 | 2006 | 2007 | 2008 | 2009 | 2010 | 2011 | 2012 | 2013 | 2014 | 2015 | 2016 | 2017 |
| ------------ | ---- | ---- | ---- | ---- | ---- | ---- | ---- | ---- | ---- | ---- | ---- | ---- | ---- | ---- | ---- | ---- | ---- | ---- | ---- | ---- | ---- | ---- | ---- | ---- | ---- | ---- |
| Становништво | 2187 | 2161 | 2141 | 2134 | 2121 | 2087 | 2056 | 2020 | 2005 | 1994 | 1988 | 1955 | 1930 | 1896 | 1861 | 1842 | 1834 | 1793 | 1769 | 1751 | 1751 | 1706 | 1661 | 1630 | 1610 | 1601 |